# GCompris
GCompris is een verzameling van gratis educatieve software voor kinderen van 2 tot 10 jaar (basisschool) en is beschikbaar in meer dan 40 talen voor Linux, Mac en Windows. Het programma is vrijgegeven onder de GPL. Oorspronkelijk was de suite van educatieve software voor Linux ontwikkeld. De Mac OS X en Windows-versies bieden een beperkter aantal functies (crippleware). Deze beperkingen kunnen worden opgeheven door het betalen van een kleine financiële bijdrage. De protagonist van GCompris is de pinguïn Tux, de mascotte van het besturingssysteem Linux.

## Functies
GCompris biedt meer dan 100 activiteiten in verschillende sectoren:
- Computerontdekking: toetsenbord, muis, muis bewegingen
- Rekenvaardigheid: tellen, elementaire rekenkunde, de tijd
- Wetenschap: de waterkringloop, de onderzeeër, elektrische simulaties
- Geografie: plaats het land op de kaart
- Spellen: schaken, memory, 4-op-een-rij, sudoku
- Lezen: leesoefeningen
- Overig: puzzels van beroemde schilderijen, vectortekening, cartoon maken

## Ontwikkelgeschiedenis
De eerste versie van het spel is gemaakt in 2000 door Bruno Coudoin, een Franse software engineer.
Sinds de eerste release was het vrij verspreid op het internet en werd beschermd door de GNU General Public License.
Sindsdien is de software voortdurend verbeterd en uitgebreid, dankzij de hulp van vele ontwikkelaars en grafisch kunstenaars die door de jaren heen tot het project zijn toegetreden.
De naam GCompris is een Franse woordspeling. Het komt van het Franse "J'ai compris" [ʒe kompri] wat betekent "Ik heb begrepen".